# Califanthura lowryi
Califanthura lowryi är en kräftdjursart som beskrevs av Gary C.B. Poore 1984. Califanthura lowryi ingår i släktet Califanthura och familjen Paranthuridae. Inga underarter finns listade i Catalogue of Life.